# نادي فيلنيوس
نادي فيلنيوس هو نادي كرة قدم ليتواني أٌسس عام 2003.